# Lauret, Landes
Lauret är en kommun i departementet Landes i regionen Nouvelle-Aquitaine i sydvästra Frankrike. Kommunen ligger i kantonen Geaune som tillhör arrondissementet Mont-de-Marsan. År 2022 hade Lauret 78 invånare.

## Befolkningsutveckling
Antalet invånare i kommunen Lauret
Referens:INSEE